# Musée Harley-Davidson
Le musée Harley-Davidson (Harley-Davidson Museum) est un musée de Milwaukee, dans le Wisconsin, qui est consacré à l'entreprise de motocyclettes Harley-Davidson. Il a été fondé en 2008.
L'histoire de l'entreprise, soit plus d'un siècle, est présentée sur plus de 12 000 m2. 300 000 visiteurs se rendent chaque année dans ce musée.

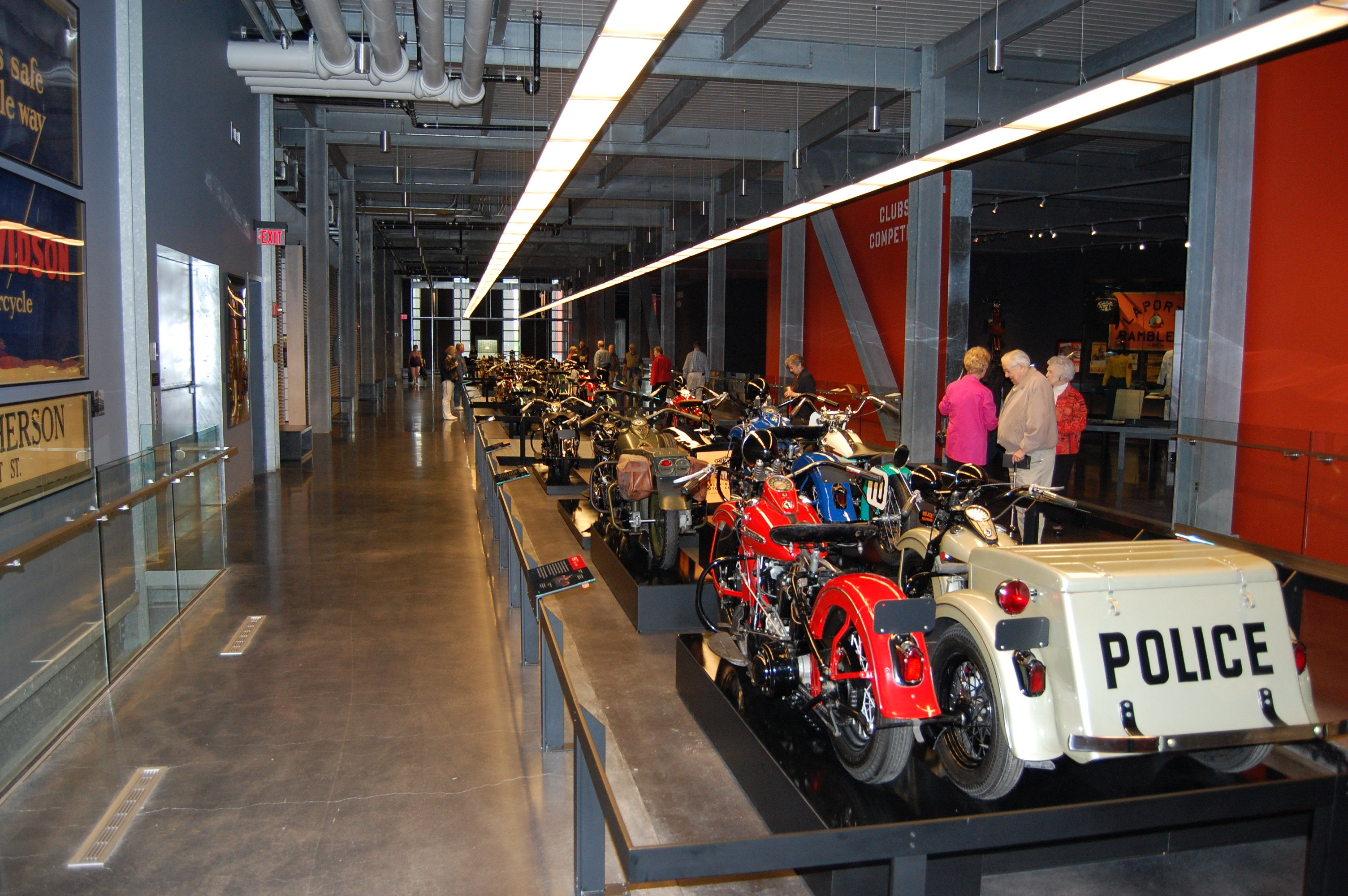
Intérieur du musée.